# Estupa de Kesaria
La estupa Kesariya es una estupa budista en situada en Kesaria, India, a unos 110 kilómetros (km) de Patna, en el distrito de Purba Champarán de Bihar. La construcción de la estupa comenzó en el siglo III a. C.  y tiene una circunferencia de casi 121 metros (m) y una altura de unos 104 m.

## Historia
La exploración del sitio comenzó en el siglo XIX, desde su descubrimiento por Colin Mackenzie en 1814 hasta la excavación propiamente dicha de Alexander Cunningham en 1861-1862. El arqueólogo K. K. Muhammed del Servicio Arqueológico de la India (ASI) realizó una excavación en 1998. La estupa original de Kesariya probablemente data de la época de Aśoka (alrededor del año 250 a. C.), ya que allí se descubrieron los restos de un capitel de un pilar de Ashoka.
Es posible que la estupa haya sido inaugurada antes, ya que corresponde en muchos aspectos a la descripción de la estupa erigida por los Licchavis de Vaishali, poco después de la muerte del Buda, para albergar el cuenco de limosnas que les dio. La estructura actual data del período Pala.   El ASI ha declarado la estupa monumento protegido de importancia nacional. A pesar de ser una atracción turística popular, Kesariya aún no se ha desarrollado y una gran parte de la estupa permanece bajo la vegetación. 

## Relación con Borobodur
Se ha observado que la estupa de Kesariya comparte muchas similitudes arquitectónicas con el templo budista ubicado en Indonesia, Borobodur, lo que sugiere el viaje de textos e ideas rituales entre los dominios de Pala y Srivijaya. Ambos monumentos comparten una forma de mandala circular, con terrazas que contienen figuras de Buda en los nichos. Al igual que Borobodur, Kesariya también está construida en la cima de una colina. Las cámaras excavadas en Kesariya muestran una combinación de estatuas en bhumisparsha (de Akshobhya) y dhyanimudra (de Amitabha) en el mismo lado, mientras que Borobudur alberga cuatro Budas Jina, que muestran sus respectivos mudras en los cuatro lados del monumento.

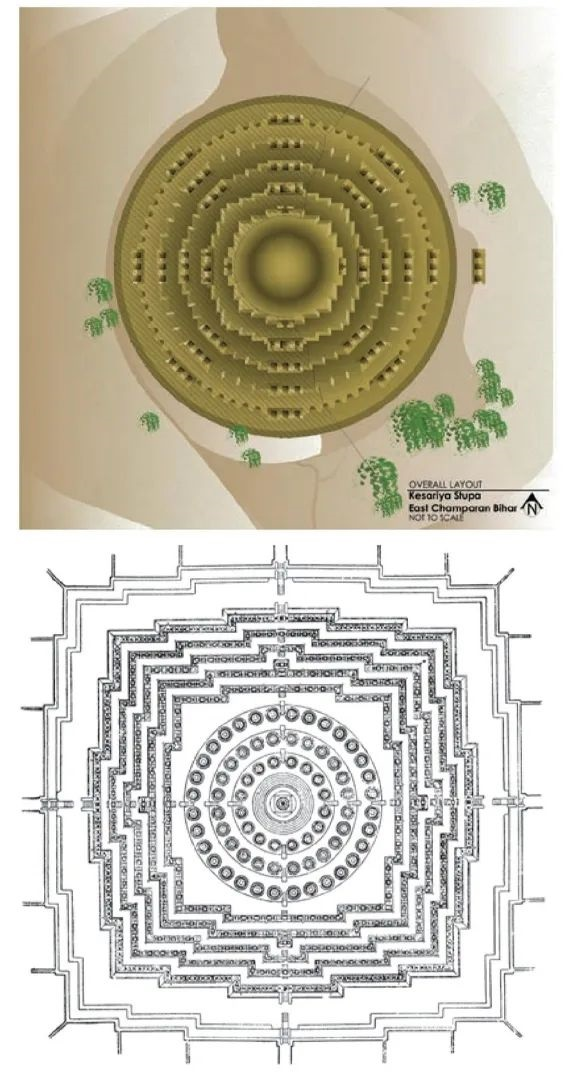
Similitudes entre el diseño del sitio de Borobudur y el de Kesaria

Además, en Kesaria también se descubrió una gran losa de piedra de color negro. Éste contenía una escritura de los siglos X al XII conocida como Siddhamātṛkā que se usaba en Java.
Ambos sitios utilizan una combinación de terrazas cuadradas y circulares, aunque en Kesaria predominan las formas más circulares. Ambos sitios no tienen sus cimas visibles desde el nivel del suelo, siguen patrones numerológicos y tienen también, de manera aproximada, las mismas dimensiones.

## Galería

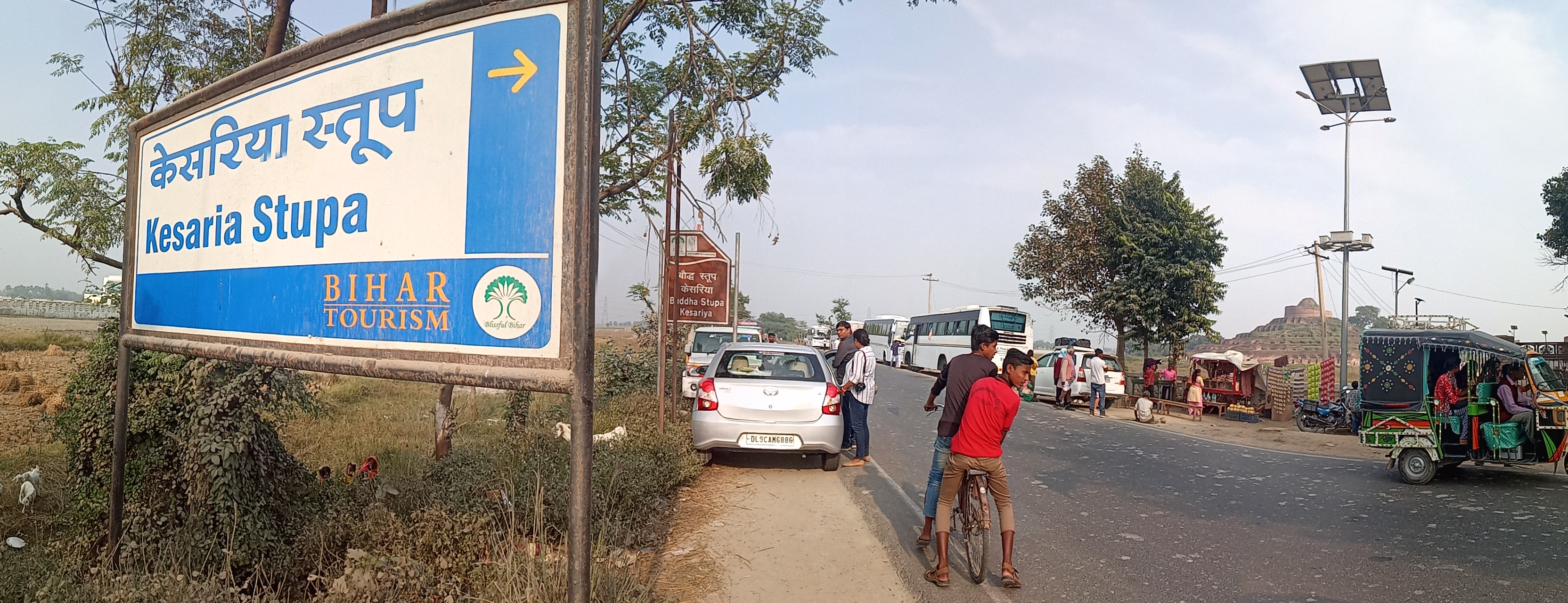
Chakia Kesariya Sattarghat Road, justo afuera de la puerta de la estupa.
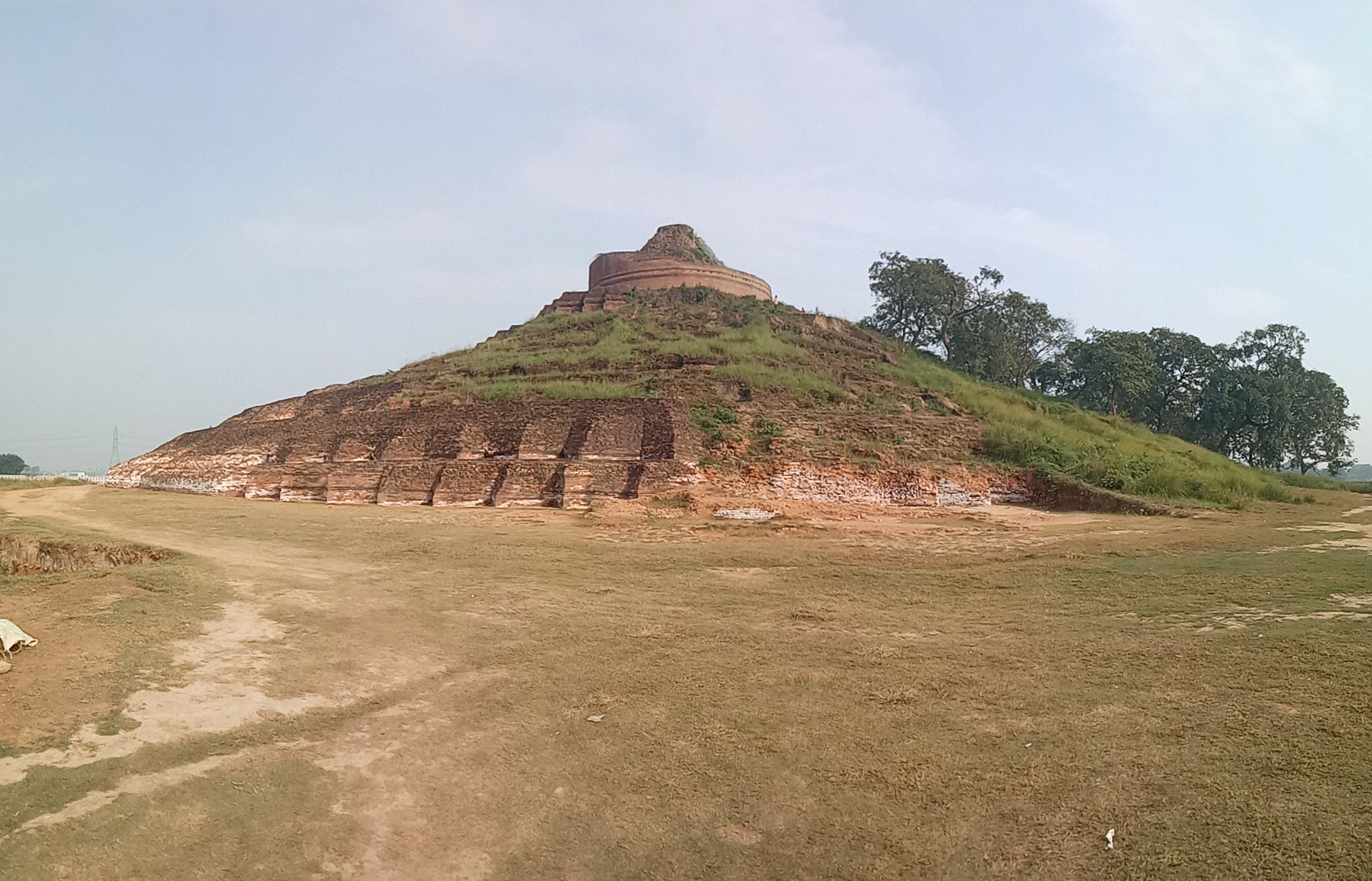
Vista de la estupa desde la puerta.
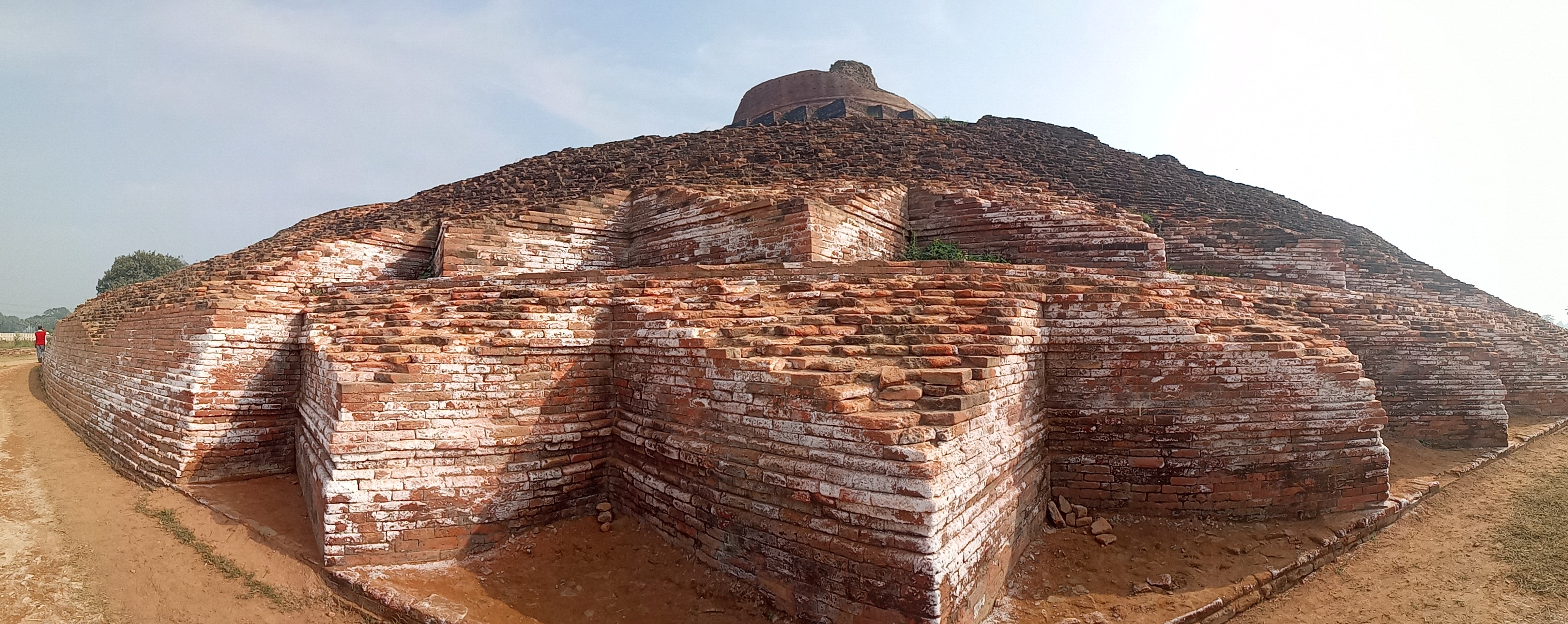
Vista panorámica de la estupa de cerca.
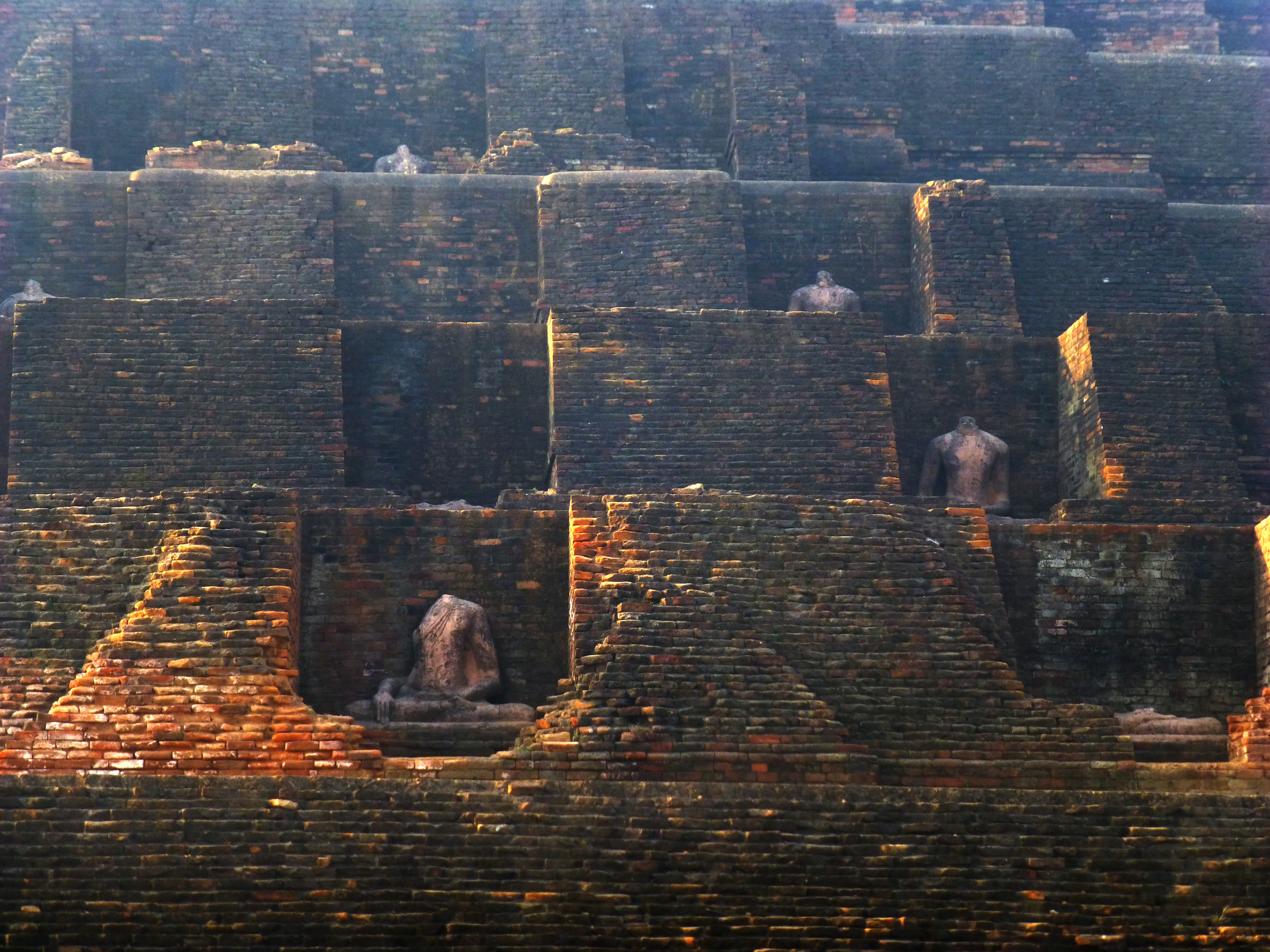
Estatuas de Buda rotas.
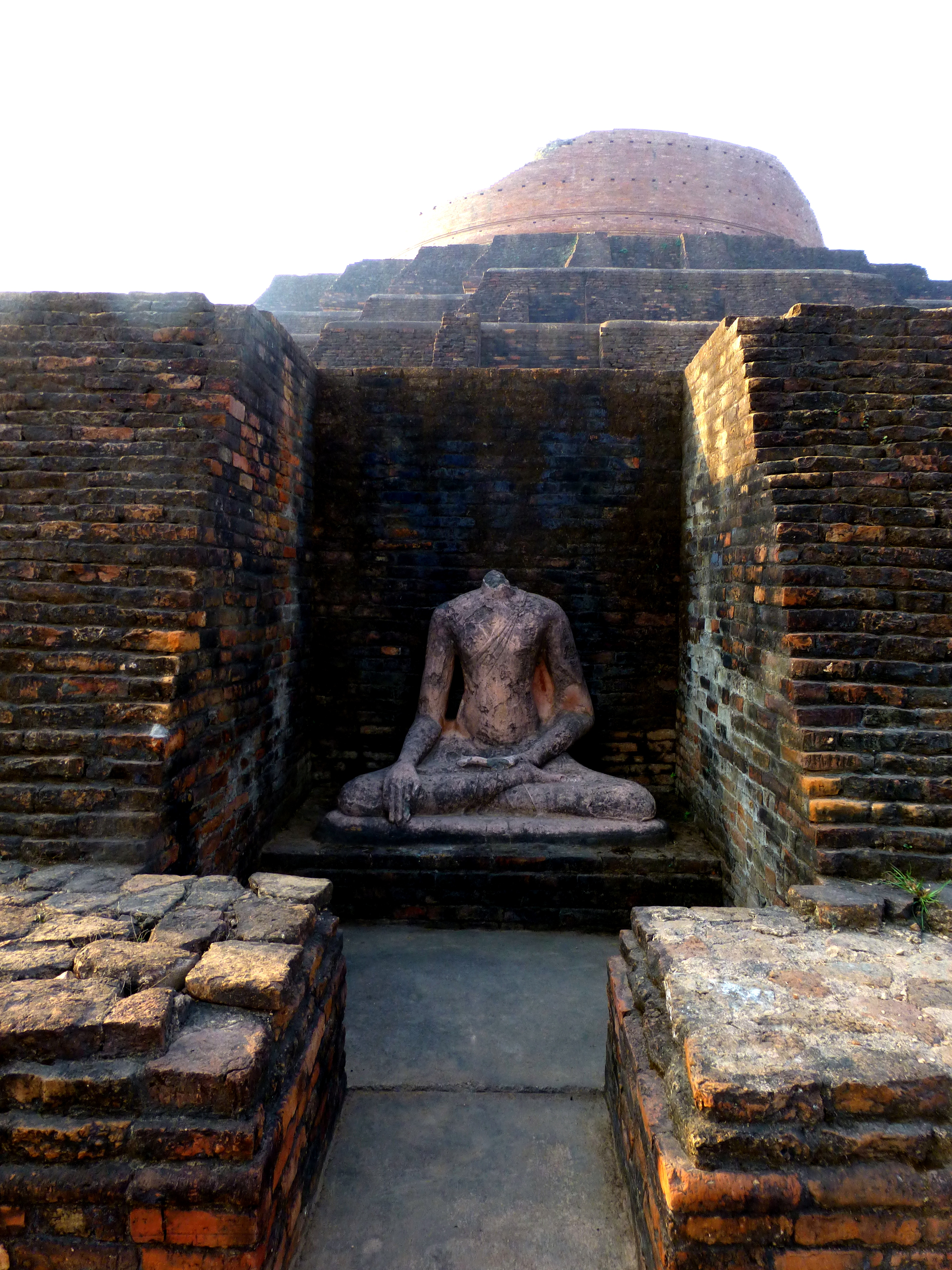
Estatua de Buda rota.